# Mark Addy
Pour les articles homonymes, voir Addy.
Mark Addy est un acteur britannique, né le 14 janvier 1964 à York. Il est notamment connu pour avoir joué le détective Gary Boyle dans la sitcom Mr. Fowler, brigadier chef, Dave Orsfall dans le film The Full Monty ou encore le roi Robert Baratheon dans la première saison de la série HBO Game of Thrones.

## Biographie
Mark Addy débute dans la vie active à l'âge de quinze ans comme machiniste au York Theatre Royal. Il est ensuite formé au métier de comédien à la Royal Academy of Dramatic Art à Londres et fait ses preuves au Hull Truck Theatre Company et au Royal National Theatre.
En 1997, il est plébiscité pour son interprétation d'apprenti strip-teaseur dans la comédie à succès de Peter Cattaneo : Full Monty : Le Grand Jeu (1997). Embarqué aux États-Unis, il donne la réplique à Michael Keaton dans Jack Frost (1998) avant de retrouver un rôle de tout premier rang dans Les Pierrafeu à Rock Vegas (2000). Continuant à s'illustrer dans la comédie familiale, il a pour partenaire Chris Rock dans Les Pieds sur terre (2001).
Brian Helgeland lui permet de varier son jeu d'acteur en le dirigeant à deux reprises aux côtés de Heath Ledger dans le film médiéval Chevalier (2001) et dans le thriller religieux Le Purificateur (2003).
En 2004, Mark Addy apparaît en capitaine de bateau à vapeur dans Le Tour du monde en quatre-vingts jours de Frank Coraci.
En 2011, l'acteur a été choisi pour incarner le roi Robert Baratheon dans la série télévisée Game of Thrones adaptée des romans de George R. R. Martin.

## Filmographie

### Cinéma
- 1990 : Dark Romances Vol. 2 (vidéo) : Sam
- 1997 : Full Monty : Le Grand Jeu (The Full Monty) : Dave
- 1998 : Married 2 Malcolm : Malcolm
- 1998 : Jack Frost : Mac MacArthur
- 1999 : The Last Yellow : Frank
- 2000 : The Announcement : Andy
- 2000 : Les Pierrafeu à Rock Vegas (The Flintstones in Viva Rock Vegas) : Fred Flintstone
- 2001 : Les Pieds sur terre (Down to Earth) : Cisco
- 2001 : Chevalier (A Knight's Tale) : Roland
- 2002 : La Machine à explorer le temps (The Time Machine) : David Filby
- 2002 : Heartlands : Ron
- 2003 : Le Purificateur (The Order) de Brian Helgeland : Thomas Garrett
- 2004 : Le Tour du monde en quatre-vingts jours (Around the World in 80 Days) de Frank Coraci : Steamer Captain
- 2010 :  Robin des Bois (Robin hood) : frère Tuck
- 2010 : Le Monde de Barney (Barney's Version) : inspecteur O'Hearne
- 2018 : Le Retour de Mary Poppins : Clyde, le cheval (voix)
- 2019 : Downton Abbey (film) : Mr. Bakewell
- 2022 : The Lost King : Richard Buckley

### Télévision
- 1995 : Mr. Fowler, brigadier chef (The Thin Blue Line) (Saison 2) : D.C. Boyle
- 1995 : Band of Gold (feuilleton) : DC Sherrington
- 1997 : Sunnyside Farm : Ken Sunnyside
- 1997 : The Heart Surgeon : Phil Mycroft
- 1999 : The Flint Street Nativity : Ass
- 2000 : Too Much Sun : Nigel Conway
- 2002 – 2006 : Une famille presque parfaite (Still standing) : Bill Miller
- 2007 : Bonkers : Tony Barker
- 2008 : Bike Squad : le sergent John Rook
- 2009 : Red Riding : John Piggot
- 2011 : Game of Thrones : Robert Baratheon
- 2011 : De grandes espérances (Great Expectations) : Pumblechook (mini-série)
- 2013 : Atlantis : Hercule
- 2014 : Remember Me : Rob Fairholme (mini-série)
- 2018 : Doctor Who : Paltraki
- 2019 : Les enquêtes de Véra (S9E2) : Tony Briggs
- 2020 : Meurtres à White House Farm : lieutenant Stan Jones
- 2020 : The Salisbury Poisonings : Ross Cassidy (le voisin de Serguei Skripal)
- 2023 – 2025 : The Rig : David Coake
- 2023 : The Full Monty, la série (The Full Monty) : Dave
- 2024 : Dune Prophecy : baron Evgeny Harkonnen

## Voix francophones
En France
| - Emmanuel Jacomy dans : - Jack Frost - The Rig (série télévisée) - Jacques Bouanich dans (les séries télévisées) : - Une famille presque parfaite - De grandes espérances (mini-série) | Et aussi - Daniel Kenigsberg dans Full Monty : Le Grand Jeu - Michel Tugot-Doris dans Les Pierrafeu à Rock Vegas - Jean-François Aupied dans Chevalier - Frédéric Cerdal dans La Machine à explorer le temps - Sylvain Lemarié dans Le Purificateur - Patrick Messe dans Le Tour du monde en quatre-vingts jours - Bruno Dubernat (*1962 - 2022) dans The Red Riding Trilogy (téléfilm) - Laurent Ournac dans Robin des Bois - Vincent Grass dans Game of Thrones (série télévisée) - Bruno Magne dans Downton Abbey - Thibaut Lacour dans Affaire Skripal : l'espion empoisonné (mini-série) - Thierry Janssen dans The Lost King - Gérard Darier dans The Full Monty, la série (série télévisée) - Paul Borne dans Dune: Prophecy (série télévisée) |